# Security Descriptor Definition Language
Security Descriptor Definition Language (SDDL) - назва текстового формату що використовується для опису дескриптора безпеки, який сам по собі є бінарною структурою даних. Вперше були впроваджені у Windows 2000.

## Синтаксис
Загальний синтаксис SDDL рядка виглядає так:
```
O:<власник>D:P<дозволи>S:P<аудит>
```

Найцікавішою є секція <дозволи>, яка являє собою список контролю доступу (ACL), що складається одного чи кількох елементів (англ. Access Control Entry, ACE) поміщених в дужки.
В дужках містяться буквенні позначення, де спершу стоять наступні букви:
```
A = Allow
D = Deny
```

Далі йдуть позначення дозволених дій:
```
GA = Generic All (повний контроль)
GR = Generic Read
GW = Generic Write
GX = Generic Execute
```

А далі SID користувача чи групи, або попередньо визначене скорочення:
```
BA = BUILTIN\Administrators
WD = Everyone
ER = BUILTIN\Event Log Readers
IU = NT AUTHORITY\Interactive
RM = BUILTIN\Remote Management Users
```

## Зноски
1. ↑  Security Descriptor Definition Language [Архівовано 7 квітня 2014 у Wayback Machine.] MSDN
2. ↑  2.5.1 Security Descriptor Description Language [Архівовано 27 травня 2014 у Wayback Machine.] MSDN
3. ↑  6 Appendix B: Product Behavior [Архівовано 23 жовтня 2014 у Wayback Machine.] MSDN